# أليكس ماكول
أليكس ماكول (بالإنجليزية: Alex McColl)‏ هو لاعب كرة قاعدة أمريكي، ولد في 29 مارس 1894 في Eagleville, Ashtabula County, Ohio ‏ في الولايات المتحدة، وتوفي في 6 فبراير 1991 في Kingsville, Ohio ‏ في الولايات المتحدة.

## وصلات خارجية
- أليكس ماكول على موقعبيزبول رفرنس.كوم (الدوري الرئيسي) (الإنجليزية)